# الاقتصادية (جريدة سورية)
الاقتصادية هي صحيفة أسبوعية تُنشر باللغة العربية في دولة سوريا. اشتهرت الجريدة كونها أول أول وسيلة إعلام مكتوبة مملوكة للقطاع الخاص في سوريا. وتُعد شقيقة الجريدة الأخرى الوطن التي تُنشر يوميا في سوريا.

## التاريخ
أُطلقت جريدة الاقتصادية في حزيران/يونيو 2001، واتخدت من العاصمة دمشق مقراً لها حيث كانت تنٌشر أسبوعيا في كل يوم أحد. تُركز الجريدة -كما يدل اسمها- على أخبار المال والأعمال بما في ذلك الأخبار المحلية، الأخبار العالمية الأخبار القتصادية ثم البحوث والدراسات. بالرغم من أنها انتقدت في بعض الأحيان بطء التقدم المحرز في المجالات الاقتصادية والاجتماعية في البلاد إلا أنها داعمة لنظام بشار الأسد وبخاصة لسياساتها الخارجية. تُعد هذه الجريدة هي الوحيدة في سوريا التي حيّت رفيق الحريري رئيس وزراء لبنان عقب اغتياله في شباط/فبراير 2005.